# Cameron Park (Kalifornia)
Cameron Park – jednostka osadnicza w Stanach Zjednoczonych, w stanie Kalifornia, w hrabstwie El Dorado.